# 吉羽公園
吉羽公園（よしばこうえん）は埼玉県久喜市太田地区にある久喜市が設置、管理・運営する都市公園（近隣公園）である。

## 概要
吉羽土地区画整理事業により1992年（平成4年）10月に設置し、久喜市に帰属された公園である。久喜駅より東約800 m（徒歩10分）の吉羽地区に位置し、園内には多種多様な遊具がある。終日多くの子どもたちの遊び場としてにぎわっている。1周約300 mのインターロッキングが敷設された園路沿いには健康遊具が配置されている。またウォーキングを楽しむ人たちにも好評で、老若男女を問わず安らぎと憩いの場となっている。園内には桜の木が植樹されており、春には久喜市内の桜の見どころの1つとなっている。

## 施設
| （左上より時計回りに）アスレチック遊具、ロングネットクライム、ブランコ、ロッククライミング |  | （左上より時計回りに）アスレチック遊具、ロングネットクライム、ブランコ、ロッククライミング |
| （左上より時計回りに）アスレチック遊具、ロングネットクライム、ブランコ、ロッククライミング |  | （左上より時計回りに）アスレチック遊具、ロングネットクライム、ブランコ、ロッククライミング |
| （左上より時計回りに）アスレチック遊具、ロングネットクライム、ブランコ、ロッククライミング |  |                                                                                            |

### 遊具
- アスレチック遊具
- 2連ロープウェイ
- ちびっこハウス
- ロッククライミング
- ロングネットクライム
- 4連ブランコ

### 運動施設
- 多目的コート1295.6平方メートル

### 便益施設
- 駐車場 - 駐車台数12台
- トイレ

### 休養施設
- パーゴラ2棟
- 木製ベンチ34基
- テーブルセット13基

## 交通
- 宇都宮線（東北本線）・東武伊勢崎線「久喜駅」東口下車後、徒歩（所要約10分）または朝日バス「吉羽栗原循環」（のりば2）に乗車、吉羽公園バス停下車すぐ。（運賃：100円）
- 東北自動車道久喜インターチェンジ下車、幸手方面へ約3 km。

## 周辺
- 久喜市立太田小学校
- 千勝神社
- 八坂神社
- 太田集会場
- 久喜市立中央図書館
- 児童館
- 久喜市水道部（吉羽浄水場）

## 吉羽地区の他公園
- 吉羽児童公園 - 都市公園 - 吉羽1丁目9
- おやまの公園 - 都市公園 - 吉羽2丁目32
- 高田公園 - 都市公園 - 吉羽3丁目16
- 山下公園 - 都市公園 - 吉羽4丁目12
- 沼向公園 - 都市公園 - 吉羽5丁目10
- 天神様児童遊園 - 児童遊園 - 吉羽357
- 稲荷様児童遊園 - 児童遊園 - 吉羽2220